# Districte de Toyono
El Districte de Toyono (豊能郡, Toyono-gun) és un districte de la prefectura d'Osaka, al Japó.

## Geografia
El districte de Toyono es troba al nord de la prefectura d'Osaka i compren el terme municipal de Nose i Toyono. A l'oest, el districte limita amb la prefectura de Hyogo, a l'est, amb la prefectura de Kyoto i al sud amb els municipis d'Ibaraki i Minō, ambdós pertanyents a la prefectura d'Osaka. El districte conté la zona més boscosa i verda de tota la prefectura, estant poc poblat i amb moltes zones naturals. Com a dada interessant, als dos municipis d'aquest districte (i a la zona en general) se la sol anomenar de forma popular entre la gent d'Osaka com la "Hokkaido d'Osaka", el "Tibet d'Osaka" i fins i tot la "Siberia d'Osaka" per la seua zona i clima especials a la prefectura.

### Municipis
| |          |          |          |
| \| Municipi \| Població \| Extensió \| Densitat \| \| -------- \| -------- \| -------- \| -------- \| \| Nose \| 9.182 \| 98,75 \| 93 \| \| Toyono \| 18.403 \| 34,34 \| 536 \| \| Total \| 27.587 \| 133,09 \| 207 \| |          |          |          |
| Municipi | Població | Extensió | Densitat |
| Nose | 9.182    | 98,75    | 93       |
| Toyono | 18.403   | 34,34    | 536      |
| Total | 27.587   | 133,09   | 207      |

## Història
El districte fou fundat l'any 1896 i comprenia fins a 27 pobles al territori dels dos municipis actuals. Abans i després de la guerra, van haver-hi moltes fusions de municipis i cap a l'any 1977, el districte de Toyono va arribar a tindre la seua forma actual.

## Regió de Toyono

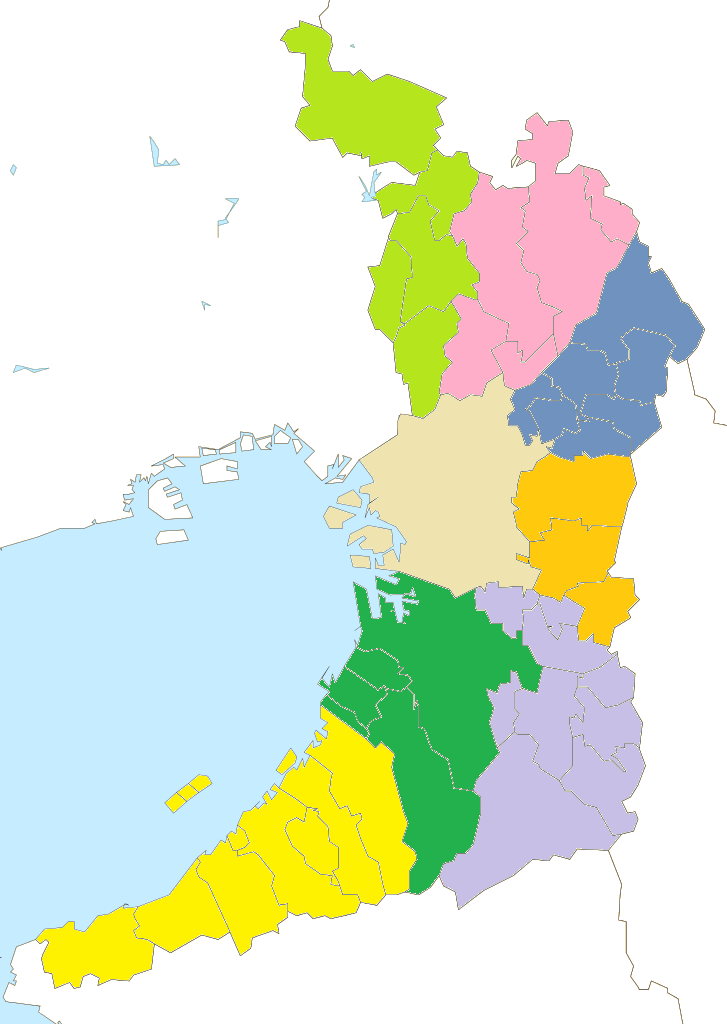
Mapa regional de la prefectura d'Osaka. Al nord-oest, Toyono.

Existeix, de manera no oficial, una divisió regional o administrativa de la prefectura d'Osaka. Una de les divisions d'aquest sistema és la regió de Toyono (豊能地域) inspirada en el districte i la qual inclou antics municipis que ara no es troben al districte. Aquesta divisió es troba reconeguda (tot i que de manera no oficial) al web del govern prefectural i és utilitzada tant per aquest com per institucions i empreses privades com a àrea de gestió, administració i descentralització del territori.
| |          |          |          |
| \| Municipi \| Població \| Extensió \| Densitat \| \| -------- \| ---------- \| -------- \| -------- \| \| Ikeda \| 104.108 \| 22,14 \| 4.702 \| \| Minō \| 136.380 \| 47,90 \| 2.847 \| \| Nose \| 9.175 \| 98,75 \| 92,9 \| \| Toyonaka \| 400.683 \| 36,39 \| 11.011 \| \| Toyono \| 18.339 \| 34,34 \| 543 \| \| Total \| 661.153[3] \| 239,36 \| 2.762 \| |          |          |          |
| Municipi | Població | Extensió | Densitat |
| Ikeda | 104.108  | 22,14    | 4.702    |
| Minō | 136.380  | 47,90    | 2.847    |
| Nose | 9.175    | 98,75    | 92,9     |
| Toyonaka | 400.683  | 36,39    | 11.011   |
| Toyono | 18.339   | 34,34    | 543      |
| Total | 661.153  | 239,36   | 2.762    |

El municipi més poblat d'aquesta regió i, per tant, "capital de facto" és Toyonaka, tot i que la seu del govern prefectural per a aquesta zona es troba a Ikeda.